# Dziewczyny nad wyraz
Dziewczyny nad wyraz (ang. The Bold Type)  – amerykański serial telewizyjny (dramat) wyprodukowany przez Long Lake, Carmina Productions, Farah Films oraz Warner Horizon Television, który jest zainspirowany życiem i pracą redaktorki naczelnej magazynu "Cosmopolitan", Joanna Coles. Pomysłodawcą serialu jest Sarah Watson. Premiera "The Bold Type" była zaplanowana na 11 lipca 2017 roku przez Freeform.
W Polsce serial został udostępniony od 14 lutego 2018 roku przez Showmax.

## Fabuła
Serial opowiada o pracy i życiu trzech kobiet Jane, Kat i Sutton, które pracują razem w kobiecym magazynie.

## Obsada

### Główna
- Katie Stevens jako Jane[3]
- Aisha Dee jako Kat[3]
- Meghann Fahy jako Sutton[3]
- Sam Page jako Richard[4]
- Matt Ward jako Alex
- Melora Hardin jako Jacqueline[5]

### Role drugoplanowe
- Nikohl Boosheri jako Adena El-Amin[6]
- Emily C. Chang jako Lauren[7]

## Odcinki
| Sezon | Sezon | Odcinki | Oryginalna emisja Freeform | Oryginalna emisja Freeform | Oryginalna emisja Showmax | Oryginalna emisja Showmax | Oryginalna emisja Showmax |
| Sezon | Sezon | Odcinki | Premiera sezonu            | Finał sezonu               | Premiera sezonu           | Finał sezonu              |                           |
| ----- | ----- | ------- | -------------------------- | -------------------------- | ------------------------- | ------------------------- | ------------------------- |
|       | 1     | 10      | 11 lipca 2017              | 5 września 2017            | 14 lutego 2018            | 14 lutego 2018            |                           |
|       | 2     | 10      | 12 czerwca 2018            | 7 sierpnia 2018            | 14 czerwca 2018           | 16 sierpnia 2018          |                           |
|       | 3     | 10      | 9 kwietnia 2019            | 11 czerwca 2019            |                           |                           |                           |
|       | 4     | 16      | 23 stycznia 2020           |                            |                           |                           |                           |

### Sezon 1 (2017)
| Nr | #  | Tytuł                             | Reżyseria        | Scenariusz                         | Premiera Freeform | Premiera Showmax |
| -- | -- | --------------------------------- | ---------------- | ---------------------------------- | ----------------- | ---------------- |
| 1  | 1  | Pilot                             | David Colden     | Sarah Watson                       | 20 czerwca 2017   | 14 lutego 2018   |
| 2  | 2  | O Hell No                         | Victor Nelli Jr. | Sarah Watson                       | 11 lipca 2017     | 14 lutego 2018   |
| 3  | 3  | The Woman Behind the Clothes      | Tara Nicole Weyr | Justin W. Lo                       | 18 lipca 2017     | 14 lutego 2018   |
| 4  | 4  | If You Can't Do It With Feeling   | Anna Mastro      | Wendy Straker Hauser               | 25 lipca 2017     | 14 lutego 2018   |
| 5  | 5  | No Feminism in the Champagne Room | Jamie Travis     | Lynn Sternberger                   | 1 sierpnia 2017   | 14 lutego 2018   |
| 6  | 6  | The Breast Issue                  | Jamie Travis     | Matt McGuinness                    | 8 sierpnia 2017   | 14 lutego 2018   |
| 7  | 7  | Three Girls in a Tub              | Jann Turner      | Ian Deitchman, Kristin Robinson    | 15 sierpnia 2017  | 14 lutego 2018   |
| 8  | 8  | The End of the Beginning          | Jann Turner      | Justin W. Lo, Wendy Straker Hauser | 22 sierpnia 2017  | 14 lutego 2018   |
| 9  | 9  | Before Tequila Sunrise            | Victor Nelli Jr. | Lynn Sternberger                   | 29 sierpnia 2017  | 14 lutego 2018   |
| 10 | 10 | Carry the Weight                  | Victor Nelli Jr. | Sarah Watson                       | 5 września 2017   | 14 lutego 2018   |

### Sezon 2 (2018)
| Nr | #  | Tytuł                   | Reżyseria        | Scenariusz                           | Premiera Freeform | Premiera Showmax |
| -- | -- | ----------------------- | ---------------- | ------------------------------------ | ----------------- | ---------------- |
| 11 | 1  | Feminist Army           | Victor Nelli Jr. | Amanda Lasher                        | 12 czerwca 2018   | 14 czerwca 2018  |
| 12 | 2  | Rose Colored Glasses    | Victor Nelli Jr. | Wendy Straker Hauser                 | 12 czerwca 2018   | 21 czerwca 2018  |
| 13 | 3  | The Scarlet Letter      | James Travis     | Céline Geiger                        | 19 czerwca 2018   | 28 czerwca 2018  |
| 14 | 4  | OMG                     | Jamie Travis     | Neel Shah                            | 26 czerwca 2018   | 5 lipca 2018     |
| 15 | 5  | Stride of Pride         | Anna Mastro      | Michelle A. Badillo, Caroline Levich | 3 lipca 2018      | 12 lipca 2018    |
| 16 | 6  | The Domino Effect       | Anna Mastro      | Amy-Jo Perry                         | 10 lipca 2018     | 19 lipca 2018    |
| 17 | 7  | Betsy                   | Marta Cunningham | Matt McGuinness                      | 17 lipca 2018     | 26 lipca 2018    |
| 18 | 8  | Plan B                  | Marta Cunningham | Becky Hartman Edwards                | 24 lipca 2018     | 2 sierpnia 2018  |
| 19 | 9  | Trippin                 | Victor Nelli Jr. | Céline Geiger, Neel Shah             | 31 lipca 2018     | 9 sierpnia 2018  |
| 20 | 10 | We'll Always Have Paris | Tara Nicole Weyr | Annie Weisman                        | 7 sierpnia 2018   | 16 sierpnia 2018 |

### Sezon 3 (2019)
| Nr | #  | Tytuł                      | Reżyseria           | Scenariusz                                              | Premiera Freeform | Premiera |
| -- | -- | -------------------------- | ------------------- | ------------------------------------------------------- | ----------------- | -------- |
| 21 | 1  | The New Normal             | Victor Nelli Jr.    | Wendy Straker Hauser                                    | 9 kwietnia 2019   |          |
| 22 | 2  | Plus It Up                 | Ellen S. Pressman   | Amanda Lasher & Matt McGuinness                         | 16 kwietnia 2019  |          |
| 23 | 3  | Stroke of Genius           | Jamie Travis        | Neel Shah                                               | 23 kwietnia 2019  |          |
| 24 | 4  | The Deep End               | Jamie Travis        | Becky Hartman Edwards                                   | 30 kwietnia 2019  |          |
| 25 | 5  | Technical Difficulties     | Anna Mastro         | Lijah J. Barasz, Celeste Vasquez                        | 7 maja 2019       |          |
| 26 | 6  | #TBT                       | Anna Mastro         | Céline Geiger, Amy-Jo Perry                             | 14 maja 2019      |          |
| 27 | 7  | Mixed Messages             | Geary McLeod        | Wendy Straker Hauser, Nikita T. Hamilton                | 21 maja 2019      |          |
| 28 | 8  | Revival                    | Geary McLeod        | Matt McGuinness                                         | 28 maja 2019      |          |
| 29 | 9  | Final Push                 | Kimberly McCullough | Neel Shah                                               | 4 czerwca 2019    |          |
| 30 | 10 | Breaking Through the Noise | Victor Nelli Jr.    | Lijah J. Barasz, Becky Hartman Edwards, Celeste Vasquez | 11 czerwca 2019   |          |

### Sezon 4 (2020)
| Nr | # | Tytuł                       | Reżyseria    | Scenariusz | Premiera Freeform | Premiera |
| -- | - | --------------------------- | ------------ | ---------- | ----------------- | -------- |
| 31 | 1 | Legends of the Fall Issue   | Geary McLeod | Neel Shah  | 23 stycznia 2020  |          |
| 32 | 2 | #scarlet                    |              |            | 30 stycznia 2020  |          |
| 33 | 3 | Marathon                    |              |            | 6 lutego 2020     |          |
| 34 | 4 | Babes in Toyland            |              |            | 13 lutego 2020    |          |
| 35 | 5 | Tearing Down the Donut Wall |              |            | 20 lutego 2020    |          |
| 36 | 6 | To Peg or Not to Peg        |              |            | 27 lutego 2020    |          |

## Produkcja
W sierpniu 2016 roku, do obsady dołączyli: Sam Page jako Richard, Melora Hardin jako Jacqueline, Katie Stevens jako Jane, Aisha Dee jako Kat oraz Meghann Fahy jako Sutton.
11 stycznia  2017 roku, stacja Freeform zamówiła pierwszy sezon serialu "The Bold Type".
Pod koniec marca 2017 roku, poinformowano, że Nikohl Boosheri wcieli się w rolę Adena El-Amin.
Na początku maja 2017 roku, ogłoszono, że Emily C. Chang zagra Lauren
5 października 2017 roku, stacja Freeform oficjalnie ogłosiła zamówienie 2 i 3 sezonu. W połowie maja 2019, ogłoszono, że powstanie czwarty sezon.